# Microsoft Office 2021
Microsoft Office 2021 è una versione del software di produttività personale Microsoft Office e il successore di Office 2019. È stata resa disponibile ufficialmente per Windows 10, Windows 11 e MacOS il 5 ottobre 2021. Alcune funzioni precedentemente riservate agli iscritti a Microsoft 365 sono disponibili in questa versione.

## Novità
Office 2021 include diverse caratteristiche che erano precedentemente disponibili attraverso Microsoft 365, tra cui funzioni di inchiostrazione migliorate, nuove funzionalità di animazione in Microsoft PowerPoint incluse le caratteristiche di morph e zoom e nuove formule e grafici in Excel per l'analisi dei dati.
Office 2021 riceverà cinque anni di supporto tradizionale, ma solo due anni di supporto esteso.

### Windows
Office 2021 per Windows richiede: Windows 10, Windows 10 LTSC 2019, Windows 11, Windows Server 2019 o Windows Server 2022.
Le versioni di Office 2021 sono: Home & Student, Home & Business, Professional e Professional Plus (cioè le app della versione Professional con in aggiunta Skype for Business).

### Mac
Office 2021 per Mac richiede una delle ultime tre versioni di MacOS disponibili al momento dell'installazione dell'applicazione.
L'offerta delle versioni di Office 2021 è molto varia e dipende da diverse esigenze, funzionalità e forma di acquisto.

## Modalità di installazione
Per Office 2021, Microsoft ha annunciato che le app client avranno solo l'installatore Click-to-Run, mentre le app server avranno l'installatore tradizionale MSI.
Le installazioni per MacOS possono essere acquistate dal sito web di Microsoft e, dal 2018, anche dall' App Store.